# Witbeek
De Witbeek is een riviertje in de Belgische provincie Limburg.
Het riviertje begint nabij het natuurgebied Jagersborg en heet daar Zwartwater. Het stroomt langs Kasteel Oudenhof en verandert van naam in Witbeek. Het loopt in noordoostelijke richting en dan parallel aan de Lossing, tussen Ophoven en Geistingen in. Nadat de Lossing via een aquaduct over de Witbeek heen stroomt, loopt het riviertje in noordelijke richting langs Kessenich, om ten zuiden van Thorn in de Itterbeek uit te monden. Deze stroomt daarna als Thornerbeek naar het oosten, om bij Wessem in de Maas uit te monden.
Oorspronkelijk was de Witbeek een benedenloop van de Oeterbeek. Dit is de reden waarom de beek tot omstreeks 1930 "Oeterse Beek" werd genoemd. De naam "Witbeek" komt van de naam "Witte Ziep", een beek in Jagersborg die erin uitmondt. In Kessenich mondde de Witbeek tot 1800 uit in de Maas vlak bij Houbenhof; van Geistingen tot aan de Itterbeek werd de loop gegraven, weliswaar deels in oude Maasbeddingen zoals de Vilgerten.